# Fulenbach
Fulenbach är en ort och kommun i distriktet Olten i kantonen Solothurn, Schweiz. Kommunen har 1 808 invånare (2023).